# Ronde van Lombardije 1999
De Ronde van Lombardije 1999 was de 93e editie van deze eendaagse Italiaanse wielerwedstrijd, en werd verreden op zaterdag 16 oktober 1999. Het parcours leidde van Varese en naar Bergamo en ging over een afstand van 262 kilometer. 
De Italiaan Mirko Celestino won de sprint. 
Deze wedstrijd was de tiende en laatste manche van de wereldbeker . De wereldbeker werd gewonnen door de Belg Andrei Tchmil

## Uitslag
| Ronde van Lombardije 1999 |                   |                                  |          |
| Plaats                    | Naam              | Ploeg                            | Tijd     |
| Winnaar                   | Mirko Celestino   | Polti                            | 6u21'50" |
| 2                         | Danilo di Luca    | Cantina Tollo - Alexia Alluminio | z.t.     |
| 3                         | Eddy Mazzoleni    | Saeco - Cannondale               | z.t.     |
| 4                         | Oscar Camenzind   | Lampre                           | + 0'02"  |
| 5                         | Dmitri Konysjev   | Mercatone Uno                    | z.t.     |
| 6                         | Beat Zberg        | Rabobank                         | + 0'11"  |
| 7                         | Marco Serpellini  | Lampre                           | z.t.     |
| 8                         | Marco Velo        | Mercatone Uno                    | z.t.     |
| 9                         | Paolo Bettini     | Mapei - Quickstep                | z.t.     |
| 10                        | Christophe Moreau | Festina                          | z.t.     |
|                           |                   |                                  |          |
| 14                        | Andrei Tchmil     | Lotto - Mobistar                 | + 0'11"  |
| 15                        | Michael Boogerd   | Rabobank                         | + 0'11"  |

1905 · 1906 · 1907 · 1908 · 1909 · 1910 · 1911 · 1912 · 1913 · 1914 · 1915 · 1916 · 1917 · 1918 · 1919 · 1920 · 1921 · 1922 · 1923 · 1924 · 1925 · 1926 · 1927 · 1928 · 1929 · 1930 · 1931 · 1932 · 1933 · 1934 · 1935 · 1936 · 1937 · 1938 · 1939 · 1940 · 1941 · 1942 · 1943 · 1944 · 1945 · 1946 · 1947 · 1948 · 1949 · 1950 · 1951 · 1952 · 1953 · 1954 · 1955 · 1956 · 1957 · 1958 · 1959 · 1960 · 1961 · 1962 · 1963 · 1964 · 1965 · 1966 · 1967 · 1968 · 1969 · 1970 · 1971 · 1972 · 1973 · 1974 · 1975 · 1976 · 1977 · 1978 · 1979 · 1980 · 1981 · 1982 · 1983 · 1984 · 1985 · 1986 · 1987 · 1988 · 1989 · 1990 · 1991 · 1992 · 1993 · 1994 · 1995 · 1996 · 1997 · 1998 · 1999 · 2000 · 2001 · 2002 · 2003 · 2004 · 2005 · 2006 · 2007 · 2008 · 2009 · 2010 · 2011 · 2012 · 2013 · 2014 · 2015 · 2016 · 2017 · 2018 · 2019 · 2020 · 2021 · 2022 · 2023 · 2024 · 2025